# Twist the Truth
Twist the Truth é o quarto álbum de estúdio da cantora norueguesa Lene Marlin, lançado em 2009.
De acordo com Dagbladet, em abril de 2009, o álbum tinha vendido 17 mil cópias desde o lançamento, sendo certificado ouro na Noruega.

## Faixas
1. "Everything's Good" — 3:43
2. "Come Home" — 3:59
3. "Here We Are" — 3:26
4. "Story of a Life" — 3:01
5. "You Could Have" — 3:48
6. "I'll Follow" — 4:07
7. "Learned from Mistakes" — 5:46
8. "Have I Ever Told You" — 4:04
9. "Do You Remember" — 3:26
10. "You Will Cry No More" — 2:43

## Desempenho nas paradas musicais
| Parada musical (2009) | Posição |
| --------------------- | ------- |
| Noruega - VG-lista    | 3       |